# Nicrophorus quadripunctatus
Nicrophorus quadripunctatus är en skalbaggsart som beskrevs av Ernst Gustav Kraatz 1877. Nicrophorus quadripunctatus ingår i släktet Nicrophorus och familjen asbaggar. Inga underarter finns listade i Catalogue of Life.